# Regierung Moltke III

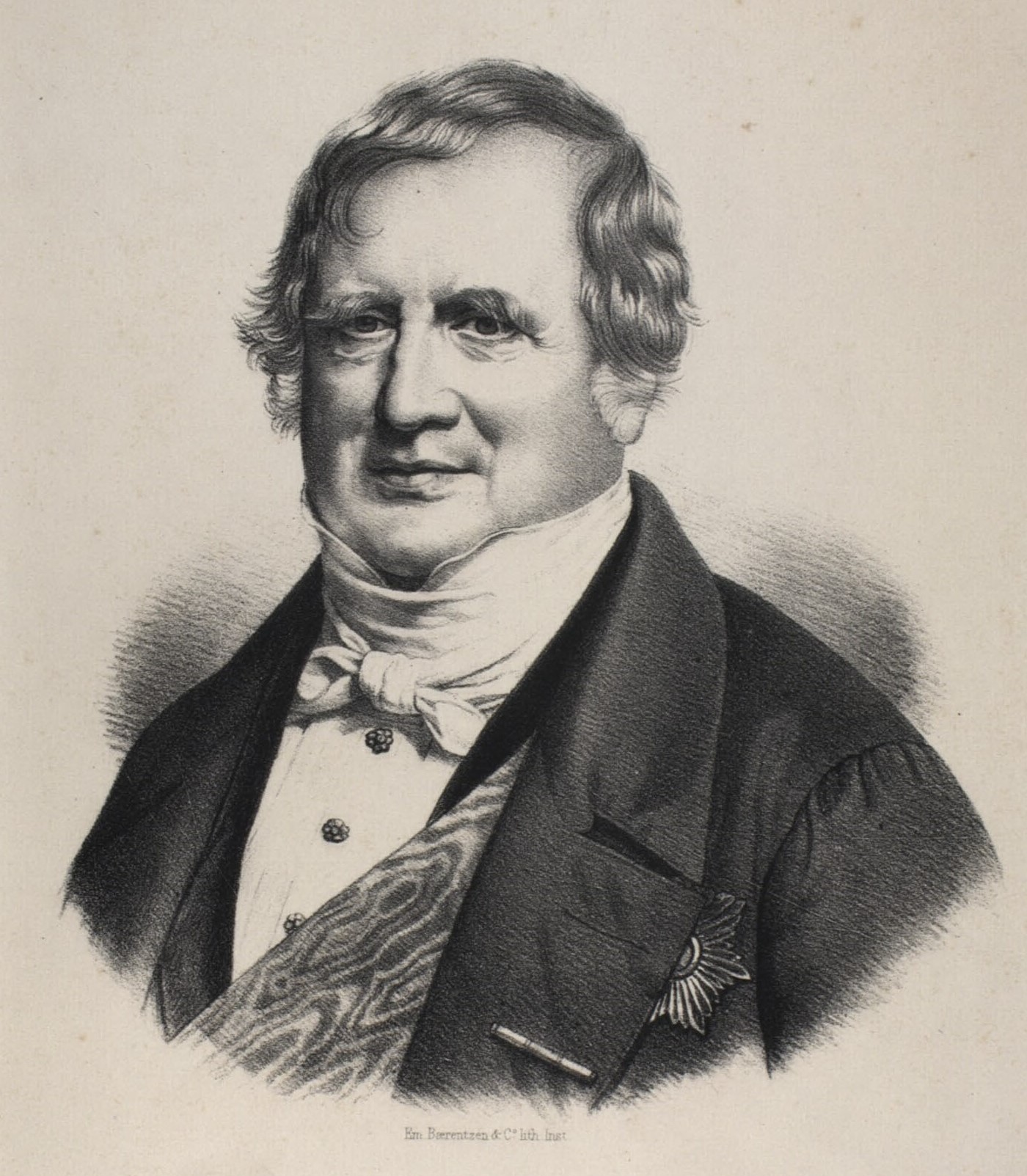
Adam Wilhelm Moltke

Das Kabinett Moltke III (sog. „Juliministerium“) stellte von 13. Juli 1851 bis 18. Oktober 1851 die dänische Regierung. Die Regierung war geprägt vom Ende des 1. Schleswigschen Krieges und dem Durchbruch der Gesamtstaatspolitik (gegenüber dem eiderdänischen Programm der Nationalliberalen).
| Kabinett Moltke III (sog. „Juliministerium“) 13. Juli 1851 – 18. Oktober 1851 | Kabinett Moltke III (sog. „Juliministerium“) 13. Juli 1851 – 18. Oktober 1851 | Kabinett Moltke III (sog. „Juliministerium“) 13. Juli 1851 – 18. Oktober 1851 | Kabinett Moltke III (sog. „Juliministerium“) 13. Juli 1851 – 18. Oktober 1851                                                                                    |
| Amt                                                                           | Name                                                                          | Amtszeit                                                                      | politische Verortung |
| ----------------------------------------------------------------------------- | ----------------------------------------------------------------------------- | ----------------------------------------------------------------------------- | --- |
| Premierminister                                                               | Adam Wilhelm Moltke                                                           | 13. Juli 1851 – 18. Oktober 1851                                              | konservativ (Højre) |
| Außenminister                                                                 | Holger Reedtz                                                                 | 13. Juli 1851 – 18. Oktober 1851                                              | Konservativ, Verfechter des Gesamtstaates |
| Finanzminister                                                                | Wilhelm Sponneck                                                              | 13. Juli 1851 – 18. Oktober 1851                                              | konservativ (Højre), Befürworter des Gesamtstaats, Gegner der Eiderpolitik, u. a. Mitglied im Fønixklub, der die konservativen Gesamtstaatsbefürtworter sammelte |
| Innenminister                                                                 | Fritz Tillisch                                                                | 13. Juli 1851 – 18. Oktober 1851                                              | zunächst nationalliberal, später konservativ |
| Justizminister                                                                | Anton Wilhelm Scheel                                                          | 13. Juli 1851 – 18. Oktober 1851                                              | |
| Kriegsminister                                                                | Jacob Scavenius Fibiger                                                       | 13. Juli 1851 – 18. Oktober 1851                                              | |
| Kultusminister                                                                | Johan Nicolai Madvig                                                          | 13. Juli 1851 – 18. Oktober 1851                                              | nationalliberal, befürwortete eine Teilung Schleswigs |
| Marineminister                                                                | Carl van Dockum                                                               | 13. Juli 1851 – 18. Oktober 1851                                              | |
| Minister für Schleswig                                                        | Carl Emil Bardenfleth                                                         | 13. Juli 1851 – 18. Oktober 1851                                              | |
| Minister ohne Geschäftsbereich                                                | Karl von Moltke                                                               | 13. Juli 1851 – 18. Oktober 1851                                              | |